# ウォーカー・ジマーマン
ウォーカー・ドウェイン・ジマーマン（Walker Dwain Zimmerman、1993年5月19日 - ）は、アメリカ合衆国・ジョージア州グイネット郡ローレンスヴィル出身のプロサッカー選手。メジャーリーグサッカー・ナッシュビルSC所属。アメリカ合衆国代表。ポジションはDF。

## 経歴

### クラブ
2013年のMLSスーパードラフトにて、FCダラスの1位指名を受け契約を締結。5月11日のD.C. ユナイテッド戦でプロデビュー。
2017年12月10日、総額50万ドル＋ドラフト指名権とのトレードでロサンゼルスFCに移籍。
2020年2月11日、一般分配金125万ドル＋2020年の外国籍選手枠とのトレードでナッシュビルSCに加入。

### 代表
各年代でアメリカ合衆国代表に選出されている。
2017年1月6日、フル代表初召集。2月3日に開催されたジャマイカ代表とのフレンドリーマッチでフル代表デビューを飾った。2018年5月28日のボリビア代表戦で初ゴールをマーク。

## 代表歴

### 出場大会
- アメリカ代表
  - 2022 FIFAワールドカップ

### 試合数
- 国際Aマッチ 42試合 3得点（2017年-）[6]

| アメリカ代表 | 国際Aマッチ | 国際Aマッチ |
| 年           | 出場        | 得点        |
| ------------ | ----------- | ----------- |
| 2017         | 1           | 0           |
| 2018         | 3           | 1           |
| 2019         | 7           | 1           |
| 2020         | 2           | 0           |
| 2021         | 10          | 0           |
| 2022         | 14          | 1           |
| 2023         | 5           | 0           |
| 通算         | 42          | 3           |

## タイトル

### クラブ
FCダラス
- USオープンカップ: 2016
- サポーターズ・シールド: 2016

ロサンゼルスFC
- サポーターズ・シールド: 2019

### 代表
アメリカ合衆国代表
- CONCACAFゴールドカップ: 2021
- CONCACAFネーションズリーグ: 2022-23

### 個人
- MLSオールスター: 2019[7]
- MLSベストイレブン: 2019[8]